# Mycosphaerella marasasii
Mycosphaerella marasasii är en svampart som beskrevs av Crous & M.J. Wingf. 1991. Mycosphaerella marasasii ingår i släktet Mycosphaerella och familjen Mycosphaerellaceae.   Inga underarter finns listade i Catalogue of Life.